# Ole Einar Bjørndalen
Ole Einar Bjørndalen (n. 27 ianuarie 1974, Comuna Drammen, Buskerud, Norvegia) este un fost biatlonist profesionist norvegian. El este cel mai de succes sportiv din istoria jocurilor olimpice de iarnă având la activ 12 medalii câștigate. În 1992, el a câștigat prima sa medalie din carieră la campionatul mondial printre juniori. În 1994 a obținut primul podium din cariera de senior la Campionatul Mondial de Biatlon de la Bad Gastein, Austria. Prima participare a lui Bjørndalen la Jocurile Olimpice a fost la Olmpiada de la Lillehammer din 1994, care a avut loc în țara sa natală Norvegia. Palmaresul său în cadrul Jocurilor Olimpice de Iarnă este de 7 medalii de aur (1998, 2002, 2010, 2014), 4 medalii de argint (1998, 2006, 2010) și una de bronz (2006).

## Performanțe

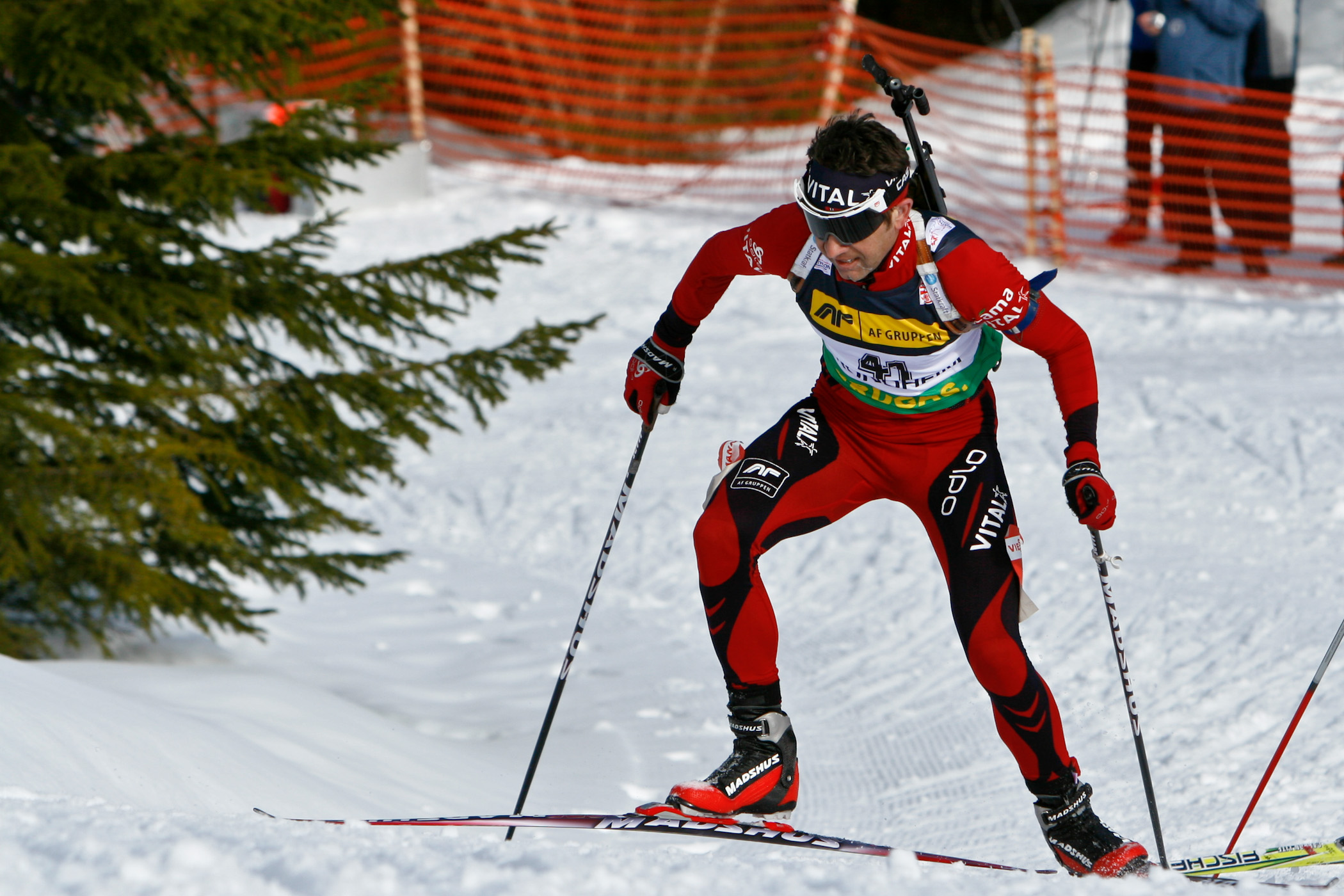
Bjørndalen in Trondheim, March 2009.

### Jocurile Olimpice
| Eveniment           | Individual | Sprint | Urmărire | Start în bloc | Ștafetă |
| ------------------- | ---------- | ------ | -------- | ------------- | ------- |
| Lillehammer 1994    | 36         | 28     | —        | —             | 7       |
| Nagano 1998         | 7          | Aur    | —        | —             | Argint  |
| Salt Lake City 2002 | Aur        | Aur    | Aur      | —             | Aur     |
| Torino 2006         | Argint     | 11     | Argint   | Bronz         | 5       |
| Vancouver 2010      | Argint     | 17     | 7        | 27            | Aur     |
| Soci 2014           |            | Aur    |          |               |         |

### Campionatele Mondiale
| Eveniment            | Individual | Sprint | Urmărire | Start în bloc | Ștafetă | Ștafetă mixtă |
| -------------------- | ---------- | ------ | -------- | ------------- | ------- | ------------- |
| 1995 Antholz         | 12         | 4      | —        | —             | 5       | —             |
| 1996 Ruhpolding      | 19         | 6      | —        | —             | 4       | —             |
| 1997 Brezno-Osrblie  | 6          | 9      | Bronz    | —             | Argint  | —             |
| 1998 Pokljuka        | —          | —      | Argint   | —             | Aur     | —             |
| 1999 Kontiolahti     | 4          | 19     | 5        | Bronz         | Bronz   | —             |
| 2000 Oslo            | 20         | 5      | 4        | Bronz         | Argint  | —             |
| 2001 Pokljuka        | 10         | 19     | 4        | Argint        | Bronz   | —             |
| 2002 Oslo            | —          | —      | —        | 7             | —       | —             |
| 2003 Khanty-Mansiysk | 30         | Aur    | 8        | Aur           | 4       | —             |
| 2004 Oberhof         | Bronz      | Bronz  | Bronz    | 7             | Argint  | —             |
| 2005 Hochfilzen      | 6          | Aur    | Aur      | Aur           | Aur     | —             |
| 2006 Pokljuka        | —          | —      | —        | —             | —       | Argint        |
| 2007 Antholz         | 32         | Aur    | Aur      | 4             | Argint  | —             |
| 2008 Östersund       | Argint     | Bronz  | Aur      | Argint        | Argint  | —             |
| 2009 Pyeongchang     | Aur        | Aur    | Aur      | 4             | Aur     | 4             |
| 2010 Khanty-Mansiysk | —          | —      | —        | —             | —       | Argint        |
| 2011 Khanty-Mansiysk | 6          | 22     | 24       | 6             | Aur     | Aur           |
| 2012 Ruhpolding      | 47         | 20     | 14       | 8             | Aur     | Aur           |
| 2013 Nové Město      | 25         | 4      | 10       | 24            | Aur     | —             |
| 2015 Kontiolahti     | 6          | 19     | 5        | 4             | Argint  | —             |
| 2016 Oslo            |            | Argint | Argint   |               | —       | —             |

### Rezultate generale
| Rezultat  | Individual | Sprint | Urmărire | Mass start | Relay | Mixed relay | Total |
| --------- | ---------- | ------ | -------- | ---------- | ----- | ----------- | ----- |
| 1st Place | 7          | 35     | 37       | 14         | 21    | –           | 114   |
| 2nd Place | 8          | 19     | 11       | 6          | 15    | 1           | 60    |
| 3rd Place | 2          | 10     | 6        | 6          | 10    | –           | 34    |
| Top 10    | 12         | 33     | 21       | 11         | 10    | 1           | 88    |
| 11–20     | 11         | 19     | 6        | 4          | –     | –           | 40    |
| 21–40     | 13         | 5      | 1        | 1          | –     | –           | 20    |
| 41–50     | 3          | 5      | 1        | –          | –     | –           | 9     |
| Others    | 7          | 2      | –        | –          | –     | –           | 9     |
| Starts    | 63         | 128    | 82       | 42         | 56    | 2           | 373   |

*Results in all IBU World Cup races.

### Campionatele Mondiale la juniori/tineret
| Eveniment       | Individual | Sprint | Ștafetă | Echipă |
| --------------- | ---------- | ------ | ------- | ------ |
| 1992 Canmore    | 23         | 47     | 6       | Bronz  |
| 1993 Ruhpolding | Aur        | Aur    | 8       | Aur    |

### Victorii individuale
| Data              | Eveniment           | Competiția       | Nivel                          |
| ----------------- | ------------------- | ---------------- | ------------------------------ |
| 11 ianuarie 1996  | Antholz-Anterselva  | 20 km individual | Campionatul Mondial de Biatlon |
| 4 ianuarie 1997   | Oberhof             | 10 km sprint     | Campionatul Mondial de Biatlon |
| 5 ianuarie 1997   | Oberhof             | 12.5 km pursuit  | Campionatul Mondial de Biatlon |
| 11 ianuarie 1997  | Ruhpolding          | 10 km sprint     | Campionatul Mondial de Biatlon |
| 17 ianuarie 1998  | Antholz-Anterselva  | 10 km sprint     | Campionatul Mondial de Biatlon |
| 18 februarie 1998 | Nagano-Nozawa Onsen | 10 km sprint     | Jocurile Olimpice de Iarnă     |
| 11 decembrie 1998 | Hochfilzen          | 10 km sprint     | Campionatul Mondial de Biatlon |
| 9 ianuarie 1999   | Oberhof             | 12.5 km pursuit  | Campionatul Mondial de Biatlon |
| 23 ianuarie 1999  | Antholz-Anterselva  | 12.5 km pursuit  | Campionatul Mondial de Biatlon |
| 2 decembrie 1999  | Hochfilzen          | 20 km individual | Campionatul Mondial de Biatlon |
| 4 decembrie 1999  | Hochfilzen          | 12.5 km pursuit  | Campionatul Mondial de Biatlon |
| 6 ianuarie 2000   | Oberhof             | 10 km sprint     | Campionatul Mondial de Biatlon |
| 7 ianuarie 2000   | Oberhof             | 12.5 km pursuit  | Campionatul Mondial de Biatlon |
| 22 ianuarie 2000  | Antholz-Anterselva  | 12.5 km pursuit  | Campionatul Mondial de Biatlon |
| 1 decembrie 2000  | Hochfilzen          | 10 km sprint     | Campionatul Mondial de Biatlon |
| 17 decembrie 2000 | Brezno-Osrblie      | 12.5 km pursuit  | Campionatul Mondial de Biatlon |
| 12 ianuarie 2001  | Ruhpolding          | 10 km sprint     | Campionatul Mondial de Biatlon |
| 18 ianuarie 2001  | Antholz-Anterselva  | 10 km sprint     | Campionatul Mondial de Biatlon |
| 21 ianuarie 2001  | Antholz-Anterselva  | 15 km mass start | Campionatul Mondial de Biatlon |
| 28 februarie 2001 | Salt Lake City      | 20 km individual | Campionatul Mondial de Biatlon |
| 2 March 2001      | Salt Lake City      | 10 km sprint     | Campionatul Mondial de Biatlon |
| 3 March 2001      | Salt Lake City      | 12.5 km pursuit  | Campionatul Mondial de Biatlon |
| 6 decembrie 2001  | Hochfilzen          | 10 km sprint     | Campionatul Mondial de Biatlon |
| 9 decembrie 2001  | Hochfilzen          | 12.5 km pursuit  | Campionatul Mondial de Biatlon |
| 11 februarie 2002 | Salt Lake City      | 20 km individual | Jocurile Olimpice de Iarnă     |
| 13 februarie 2002 | Salt Lake City      | 10 km sprint     | Jocurile Olimpice de Iarnă     |
| 16 februarie 2002 | Salt Lake City      | 12.5 km pursuit  | Jocurile Olimpice de Iarnă     |
| 8 decembrie 2002  | Östersund           | 12.5 km pursuit  | Campionatul Mondial de Biatlon |
| 14 decembrie 2002 | Pokljuka            | 10 km sprint     | Campionatul Mondial de Biatlon |
| 15 decembrie 2002 | Pokljuka            | 12.5 km pursuit  | Campionatul Mondial de Biatlon |
| 9 ianuarie 2003   | Oberhof             | 10 km sprint     | Campionatul Mondial de Biatlon |
| 12 ianuarie 2003  | Oberhof             | 15 km mass start | Campionatul Mondial de Biatlon |
| 18 ianuarie 2003  | Ruhpolding          | 10 km sprint     | Campionatul Mondial de Biatlon |
| 19 ianuarie 2003  | Ruhpolding          | 12.5 km pursuit  | Campionatul Mondial de Biatlon |
| 9 februarie 2003  | Lahti               | 15 km mass start | Campionatul Mondial de Biatlon |
| 16 februarie 2003 | Oslo Holmenkollen   | 12.5 km pursuit  | Campionatul Mondial de Biatlon |
| 15 March 2003     | Khanty-Mansiysk     | 10 km sprint     | Campionatul Mondial de Biatlon |
| 23 March 2003     | Khanty-Mansiysk     | 15 km mass start | Campionatul Mondial de Biatlon |
| 4 decembrie 2003  | Kontiolahti         | 10 km sprint     | Campionatul Mondial de Biatlon |
| 7 decembrie 2003  | Kontiolahti         | 12.5 km pursuit  | Campionatul Mondial de Biatlon |
| 14 decembrie 2003 | Hochfilzen          | 12.5 km pursuit  | Campionatul Mondial de Biatlon |
| 10 ianuarie 2004  | Pokljuka            | 12.5 km pursuit  | Campionatul Mondial de Biatlon |
| 18 ianuarie 2004  | Ruhpolding          | 12.5 km pursuit  | Campionatul Mondial de Biatlon |
| 2 decembrie 2004  | Beitostølen         | 10 km sprint     | Campionatul Mondial de Biatlon |
| 11 decembrie 2004 | Oslo Holmenkollen   | 10 km sprint     | Campionatul Mondial de Biatlon |
| 15 ianuarie 2005  | Ruhpolding          | 10 km sprint     | Campionatul Mondial de Biatlon |
| 16 ianuarie 2005  | Ruhpolding          | 12.5 km pursuit  | Campionatul Mondial de Biatlon |
| 19 ianuarie 2005  | Antholz-Anterselva  | 20 km individual | Campionatul Mondial de Biatlon |
| 21 ianuarie 2005  | Antholz-Anterselva  | 10 km sprint     | Campionatul Mondial de Biatlon |
| 23 ianuarie 2005  | Antholz-Anterselva  | 12.5 km pursuit  | Campionatul Mondial de Biatlon |
| 20 februarie 2005 | Pokljuka            | 15 km mass start | Campionatul Mondial de Biatlon |
| 5 March 2005      | Hochfilzen          | 10 km sprint     | Campionatul Mondial de Biatlon |
| 6 March 2005      | Hochfilzen          | 12.5 km pursuit  | Campionatul Mondial de Biatlon |
| 13 March 2005     | Hochfilzen          | 15 km mass start | Campionatul Mondial de Biatlon |
| 17 March 2005     | Khanty-Mansiysk     | 12.5 km pursuit  | Campionatul Mondial de Biatlon |
| 27 November 2005  | Östersund           | 12.5 km pursuit  | Campionatul Mondial de Biatlon |
| 22 ianuarie 2006  | Antholz-Anterselva  | 15 km mass start | Campionatul Mondial de Biatlon |
| 8 March 2006      | Pokljuka            | 10 km sprint     | Campionatul Mondial de Biatlon |
| 11 March 2006     | Pokljuka            | 12.5 km pursuit  | Campionatul Mondial de Biatlon |
| 18 March 2006     | Kontiolahti         | 12.5 km pursuit  | Campionatul Mondial de Biatlon |
| 23 March 2006     | Oslo Holmenkollen   | 10 km sprint     | Campionatul Mondial de Biatlon |
| 25 March 2006     | Oslo Holmenkollen   | 12.5 km pursuit  | Campionatul Mondial de Biatlon |
| 26 March 2006     | Oslo Holmenkollen   | 15 km mass start | Campionatul Mondial de Biatlon |
| 30 November 2006  | Östersund           | 20 km individual | Campionatul Mondial de Biatlon |
| 2 decembrie 2006  | Östersund           | 10 km sprint     | Campionatul Mondial de Biatlon |
| 3 decembrie 2006  | Östersund           | 12.5 km pursuit  | Campionatul Mondial de Biatlon |
| 8 decembrie 2006  | Hochfilzen          | 10 km sprint     | Campionatul Mondial de Biatlon |
| 9 decembrie 2006  | Hochfilzen          | 12.5 km pursuit  | Campionatul Mondial de Biatlon |
| 13 ianuarie 2007  | Ruhpolding          | 10 km sprint     | Campionatul Mondial de Biatlon |
| 14 ianuarie 2007  | Ruhpolding          | 15 km mass start | Campionatul Mondial de Biatlon |
| 3 februarie 2007  | Antholz-Anterselva  | 10 km sprint     | Campionatul Mondial de Biatlon |
| 4 februarie 2007  | Antholz-Anterselva  | 12.5 km pursuit  | Campionatul Mondial de Biatlon |
| 10 March 2007     | Oslo Holmenkollen   | 12.5 km pursuit  | Campionatul Mondial de Biatlon |
| 11 March 2007     | Oslo Holmenkollen   | 15 km mass start | Campionatul Mondial de Biatlon |
| 1 decembrie 2007  | Kontiolahti         | 10 km sprint     | Campionatul Mondial de Biatlon |
| 8 decembrie 2007  | Hochfilzen          | 12.5 km pursuit  | Campionatul Mondial de Biatlon |
| 15 decembrie 2007 | Pokljuka            | 10 km sprint     | Campionatul Mondial de Biatlon |
| 6 ianuarie 2008   | Oberhof             | 15 km mass start | Campionatul Mondial de Biatlon |
| 20 ianuarie 2008  | Antholz-Anterselva  | 15 km mass start | Campionatul Mondial de Biatlon |
| 10 februarie 2008 | Östersund           | 12.5 km pursuit  | Campionatul Mondial de Biatlon |
| 6 March 2008      | Khanty-Mansiysk     | 10 km sprint     | Campionatul Mondial de Biatlon |
| 17 ianuarie 2009  | Ruhpolding          | 10 km sprint     | Campionatul Mondial de Biatlon |
| 18 ianuarie 2009  | Ruhpolding          | 12.5 km pursuit  | Campionatul Mondial de Biatlon |
| 14 februarie 2009 | Pyeongchang         | 10 km sprint     | Campionatul Mondial de Biatlon |
| 15 februarie 2009 | Pyeongchang         | 12.5 km pursuit  | Campionatul Mondial de Biatlon |
| 17 februarie 2009 | Pyeongchang         | 20 km individual | Campionatul Mondial de Biatlon |
| 21 March 2009     | Trondheim           | 12.5 km pursuit  | Campionatul Mondial de Biatlon |
| 22 March 2009     | Trondheim           | 15 km mass start | Campionatul Mondial de Biatlon |
| 5 decembrie 2009  | Östersund           | 10 km sprint     | Campionatul Mondial de Biatlon |
| 11 decembrie 2009 | Hochfilzen          | 10 km sprint     | Campionatul Mondial de Biatlon |
| 10 ianuarie 2010  | Oberhof             | 15 km mass start | Campionatul Mondial de Biatlon |
| 5 decembrie 2010  | Östersund           | 12.5 km pursuit  | Campionatul Mondial de Biatlon |
| 12 februarie 2012 | Kontiolahti         | 12.5 km pursuit  | Campionatul Mondial de Biatlon |
| 8 februarie 2014  | Soci                | 10 km sprint     | Jocurile Olimpice de Iarnă     |

*Rezultatele sunt de la cursele IBU care includ Campionatul Mondial de Biatlon, Cupa Mondială la Biatlon la Jocurile Olimpice de Iarnă .